# Марк Гілдрет
Марк Гі́лдрет (англ. Mark Hildreth; нар. 24 січня 1978) — американський та канадський актор, музикант та композитор британського походження. Випускник Національної театральної школи Канади (англ. National Theatre School) має у своєму доробку численні театральні роботи (серед них ролі у  трагедії Вільяма Шекспіра «Гамлет» та п’єсі «Річард III»).

## Біографія
З 10 років займався закадровим озвучуванням дитячих мультиплікаційних фільмів («Екшн мен» (англ. Action man),«Росомаха та Люди Ікс» (англ. Wolverine and the X-Men), «Зоряна брама: Безмежність» (англ. Stargate Infinity)).
У 2001 році з'явився на сцені театру Vancouver Playhouse у ролі Юджина Марчбенкса у комедії Бернард Шоу «Кандіда», за яку згодом отримав театральну премію імені Джессі Річардсона. 
Його голос можна почути у відеогрі «Метал Гір Солід 4»(англ. Metal Gear Solid 4: Guns of the Patriots) та як DJ Atomika у грі компанії Electronic Arts «Burnout Paradise».
У 2003 році приєднався до гурту Davis Trading, де виступав клавішником та вокалістом. Після виходу з гурту у 2004 році розпочав сольну кар'єру. Марк організував власний гурт сумісно з гітаристом Джорі Гроберманом та ударником Амбрі Базі. Він створює та виконує власну музику. Запис власного альбому "Complex State of Attachment" закінчив у 2008 році.
У 2009 році розпочав зніматися у телесеріалі "V" (ABC), він грає офіцера медичної служби візитерів Джошуа, який також є активним членом п'ятої колони.

## Цікаві деталі
Його бабуся та дідусь були глухими.
Переможець пісенного конкурсу «The billboard world song contest» у 2006 році. 

## Фільмографія

### Відеоігри
| Рік  | Назва                                    | Роль          |
| ---- | ---------------------------------------- | ------------- |
| 2003 | SSX                                      | DJ Атоміка    |
| 2005 | Marvel Nemesis: Rise of the Imperfects   | Шибайголова   |
| 2005 | Dragons II: The Metal Ages               | Дев           |
| 2007 | Medieval II: Total War: Kingdoms         |               |
| 2008 | Burnout Paradise                         | DJ Атоміка    |
| 2008 | Pirates of the Caribbean: At World's End | Деві Джонс    |
| 2009 | Dragon Age: Origins                      | Стен          |
| 2013 | The Bureau: XCOM Declassified            | Вільям Картер |